# Gran Premio de Macao de 2011
La edición del 2011 es la 58º edición del Gran Premio de Macao celebrada los días 17, 18, 19 y 20 de noviembre del mismo año. Se disputan carreras de Fórmula 3, WTCC, Motociclismo, Copa GT, CTM Touring Car, Carrera Interport y Road Sport Challenge.

## Fórmula 3

### Pilotos participantes
| Signature             | 1  | Marco Wittmann         | Volkswagen   | Fórmula 3 Euroseries            |
| Signature             | 2  | Laurens Vanthoor       | Volkswagen   | Fórmula 3 Euroseries            |
| Signature             | 3  | Daniel Abt             | Volkswagen   | Fórmula 3 Euroseries            |
| Signature             | 4  | Carlos Muñoz           | Volkswagen   | Fórmula 3 Euroseries            |
| Signature             | 5  | Carlos Sainz Jr.       | Volkswagen   | Eurocopa de Fórmula Renault 2.0 |
| ThreeBond Racing      | 6  | Hironobu Yasuda        | Nissan       | Fórmula 3 Japonesa              |
| Carlin                | 7  | Felipe Nasr            | Volkswagen   | Fórmula 3 Británica             |
| Carlin                | 8  | Kevin Magnussen        | Volkswagen   | Fórmula 3 Británica             |
| Carlin                | 9  | Carlos Huertas         | Volkswagen   | Fórmula 3 Británica             |
| Carlin                | 10 | Jazeman Jaafar         | Volkswagen   | Fórmula 3 Británica             |
| Prema Powerteam       | 11 | Roberto Merhi          | Mercedes HWA | Fórmula 3 Euroseries            |
| Prema Powerteam       | 12 | Daniel Juncadella      | Mercedes HWA | Fórmula 3 Euroseries            |
| Toda Racing           | 14 | Hideki Yamauchi        | Honda-Toda   | Fórmula 3 Japonesa              |
| TOM'S                 | 15 | Alexander Sims         | Toyota-TOM'S | GP3 Series                      |
| TOM'S                 | 16 | Richard Bradley        | Toyota-TOM'S | Fórmula 3 Japonesa              |
| Fortec Motorsport     | 17 | William Buller         | Mercedes HWA | Fórmula 3 Británica             |
| Fortec Motorsport     | 18 | Lucas Foresti          | Mercedes HWA | Fórmula 3 Británica             |
| Mücke Motorsport      | 19 | Felix Rosenqvist       | Mercedes HWA | Fórmula 3 Euroseries            |
| Mücke Motorsport      | 20 | Yuhi Sekiguchi         | Mercedes HWA | Fórmula 3 Japonesa              |
| Hitech Racing         | 21 | Pietro Fantin          | Volkswagen   | Fórmula 3 Británica             |
| Hitech Racing         | 22 | António Félix da Costa | Volkswagen   | GP3 Series                      |
| Hitech Racing         | 23 | Hannes van Asseldonk   | Volkswagen   | Fórmula 3 Alemana               |
| Double R Racing       | 24 | Mitch Evans            | Mercedes HWA | GP3 Series                      |
| Double R Racing       | 25 | Marko Asmer            | Mercedes HWA | Trofeo Internacional FIA F3     |
| Double R Racing       | 26 | Valtteri Bottas        | Mercedes HWA | GP3 Series                      |
| Motopark              | 27 | Jimmy Eriksson         | Volkswagen   | Fórmula 3 Euroseries            |
| Motopark              | 28 | Kimiya Sato            | Volkswagen   | Fórmula 3 Euroseries            |
| Sino Vision Racing    | 29 | Adderly Fong           | Mercedes HWA | Fórmula 3 Británica             |
| Sino Vision Racing    | 30 | Hywel Lloyd            | Mercedes HWA | Fórmula 3 Británica             |
| Van Amersfoort Racing | 32 | Richie Stanaway        | Volkswagen   | Fórmula 3 Alemana               |

### Resultados F3
Clasificación
| Pos                                                                             | N.º | Piloto                 | Escudería             | Tiempo Q1 | Rank | Tiempo Q2  | Rank | Gap      | Parrilla |
| ------------------------------------------------------------------------------- | --- | ---------------------- | --------------------- | --------- | ---- | ---------- | ---- | -------- | -------- |
| 1                                                                               | 1   | Marco Wittmann         | Signature             | 2:30.535  | 2    | 2:12.790   | 1    |          | 1        |
| 2                                                                               | 11  | Roberto Merhi          | Prema Powerteam       | 2:28.860  | 1    | 2:12.854   | 2    | + 0.064  | 8*       |
| 3                                                                               | 22  | António Félix da Costa | Hitech Racing         | 2:31.901  | 8    | 2:13.115   | 3    | + 0.325  | 2        |
| 4                                                                               | 26  | Valtteri Bottas        | Double R Racing       | 2:35.877  | 27   | 2:13.192   | 4    | + 0.402  | 3        |
| 5                                                                               | 15  | Alexander Sims         | TOM'S                 | 2:31.306  | 5    | 2:13.407   | 5    | + 0.617  | 4        |
| 6                                                                               | 7   | Felipe Nasr            | Carlin                | 2:30.639  | 3    | 2:13.429   | 6    | + 0.639  | 5        |
| 7                                                                               | 8   | Kevin Magnussen        | Carlin                | 2:33.281  | 14   | 2:13.518   | 7    | + 0.728  | 29*      |
| 8                                                                               | 19  | Felix Rosenqvist       | Mücke Motorsport      | 2:32.457  | 10   | 2:13.528   | 8    | + 0.738  | 30*      |
| 9                                                                               | 9   | Carlos Huertas         | Carlin                | 2:34.675  | 22   | 2:13.704   | 9    | + 0.914  | 6        |
| 10                                                                              | 20  | Yuhi Sekiguchi         | Mücke Motorsport      | 2:31.634  | 6    | 2:13.850   | 10   | + 1.060  | 7        |
| 11                                                                              | 2   | Laurens Vanthoor       | Signature             | 2:33.881  | 18   | 2:13.973   | 11   | + 1.183  | 9*       |
| 12                                                                              | 25  | Marko Asmer            | Double R Racing       | 2:33.866  | 17   | 2:14.011   | 12   | + 1.221  | 12*      |
| 13                                                                              | 4   | Carlos Muñoz           | Signature             | 2:34.278  | 21   | 2:14.020   | 13   | + 1.230  | 13*      |
| 14                                                                              | 12  | Daniel Juncadella      | Prema Powerteam       | 2:30.867  | 4    | 2:14.064   | 14   | + 1.274  | 11*      |
| 15                                                                              | 28  | Kimiya Sato            | Motopark              | 2:32.891  | 12   | 2:14.246   | 15   | + 1.456  | 10       |
| 16                                                                              | 21  | Pietro Fantin          | Hitech Racing         | 2:36.057  | 28   | 2:14.415   | 16   | + 1.625  | 14       |
| 17                                                                              | 10  | Jazeman Jaafar         | Carlin                | 2:33.588  | 16   | 2:14.477   | 17   | + 1.687  | 15       |
| 18                                                                              | 5   | Carlos Sainz Jr.       | Signature             | 2:34.744  | 24   | 2:14.511   | 18   | + 1.721  | 19*      |
| 19                                                                              | 3   | Daniel Abt             | Signature             | 2:33.428  | 15   | 2:14.513   | 19   | + 1.723  | 16       |
| 20                                                                              | 23  | Hannes van Asseldonk   | Hitech Racing         | 2:31.891  | 7    | 2:14.591   | 20   | + 1.801  | 17       |
| 21                                                                              | 32  | Richie Stanaway        | Van Amersfoort Racing | 2:32.996  | 13   | 2:14.625   | 21   | + 1.835  | 18       |
| 22                                                                              | 17  | William Buller         | Fortec Motorsport     | 2:32.295  | 9    | 2:14.649   | 22   | + 1.859  | 20       |
| 23                                                                              | 14  | Hideki Yamauchi        | Toda Racing           | 2:34.725  | 23   | 2:14.863   | 23   | + 2.073  | 21       |
| 24                                                                              | 30  | Hywel Lloyd            | Sino Vision Racing    | 2:34.750  | 25   | 2:15.022   | 24   | + 2.232  | 22       |
| 25                                                                              | 18  | Lucas Foresti          | Fortec Motorsport     | 2:32.551  | 11   | 2:15.061   | 25   | + 2.271  | 23       |
| 26                                                                              | 16  | Richard Bradley        | TOM'S                 | 2:36.823  | 29   | 2:15.855   | 26   | + 3.065  | 24       |
| 27                                                                              | 29  | Adderly Fong           | Sino Vision Racing    | 2:34.273  | 20   | 2:16.666   | 27   | + 3.876  | 25       |
| 28                                                                              | 6   | Hironobu Yasuda        | ThreeBond Racing      | 2:42.441  | 30   | 2:22.302   | 28   | + 9.512  | 26*      |
| 110% del tiempo de clasificación: 2:26.069                                      |     |                        |                       |           |      |            |      |          |          |
| 29                                                                              | 27  | Jimmy Eriksson         | Motopark              | 2:34.034  | 19   | 2:55.360   | 29   | + 21.244 | 27       |
| 30                                                                              | 24  | Mitch Evans            | Double R Racing       | 2:35.133  | 26   | sin tiempo |      | + 22.343 | 28       |
| Fuente:                                                                         |     |                        |                       |           |      |            |      |          |          |
| Negrita indica más rápido de los dos tiempos que determinan el orden de salida. |     |                        |                       |           |      |            |      |          |          |

* Sufrieron algún tipo de penalización de cara a la posición de salida.
Carrera Clasificatoria
| Pos                                                                             | N.º | Piloto                 | Escudería             | Vueltas | Tiempo/RET | Parrilla |
| ------------------------------------------------------------------------------- | --- | ---------------------- | --------------------- | ------- | ---------- | -------- |
| 1                                                                               | 1   | Marco Wittmann         | Signature             | 10      | 25:03.719  | 1        |
| 2                                                                               | 7   | Felipe Nasr            | Carlin                | 10      | + 0.867    | 5        |
| 3                                                                               | 11  | Roberto Merhi          | Prema Powerteam       | 10      | + 3.483    | 8        |
| 4                                                                               | 26  | Valtteri Bottas        | Double R Racing       | 10      | + 4.270    | 3        |
| 5                                                                               | 9   | Carlos Huertas         | Carlin                | 10      | + 4.850    | 6        |
| 6                                                                               | 12  | Daniel Juncadella      | Prema Powerteam       | 10      | + 5.381    | 11       |
| 7                                                                               | 2   | Laurens Vanthoor       | Signature             | 10      | + 6.512    | 9        |
| 8                                                                               | 3   | Daniel Abt             | Signature             | 10      | + 7.228    | 16       |
| 9                                                                               | 28  | Kimiya Sato            | Motopark              | 10      | + 8.154    | 10       |
| 10                                                                              | 23  | Hannes van Asseldonk   | Hitech Racing         | 10      | + 9.337    | 17       |
| 11                                                                              | 14  | Hideki Yamauchi        | Toda Racing           | 10      | + 10.200   | 21       |
| 12                                                                              | 20  | Yuhi Sekiguchi         | Mücke Motorsport      | 10      | + 10.789   | 7        |
| 13                                                                              | 17  | William Buller         | Fortec Motorsport     | 10      | + 11.086   | 20       |
| 14                                                                              | 18  | Lucas Foresti          | Fortec Motorsport     | 10      | + 11.517   | 23       |
| 15                                                                              | 32  | Richie Stanaway        | Van Amersfoort Racing | 10      | + 12.167   | 18       |
| 16                                                                              | 30  | Hywel Lloyd            | Sino Vision Racing    | 10      | + 12.888   | 22       |
| 17                                                                              | 10  | Jazeman Jaafar         | Carlin                | 10      | + 13.967   | 15       |
| 18                                                                              | 25  | Marko Asmer            | Double R Racing       | 10      | + 14.933   | 12       |
| 19                                                                              | 8   | Kevin Magnussen        | Carlin                | 10      | + 15.558   | 29       |
| 20                                                                              | 5   | Carlos Sainz Jr.       | Signature             | 10      | + 16.388   | 19       |
| 21                                                                              | 19  | Felix Rosenqvist       | Mücke Motorsport      | 10      | + 16.924   | 30       |
| 22                                                                              | 24  | Mitch Evans            | Double R Racing       | 10      | + 18.601   | 28       |
| Ret                                                                             | 27  | Jimmy Eriksson         | Motopark              | 7       | Accidente  | 27       |
| Ret                                                                             | 29  | Adderly Fong           | Sino Vision Racing    | 6       | Accidente  | 25       |
| Ret                                                                             | 16  | Richard Bradley        | TOM'S                 | 5       | Colisión   | 24       |
| Ret                                                                             | 22  | António Félix da Costa | Hitech Racing         | 4       | Accidente  | 2        |
| Ret                                                                             | 6   | Hironobu Yasuda        | ThreeBond Racing      | 3       | Motor      | 26       |
| Ret                                                                             | 4   | Carlos Muñoz           | Signature             | 1       | Motor      | 13       |
| Ret                                                                             | 21  | Pietro Fantin          | Hitech Racing         | 0       | Accidente  | 14       |
| DNS                                                                             | 15  | Alexander Sims         | TOM'S                 |         | Toque      | 4        |
| Vuelta rápida: Roberto Merhi, 2:13.654, 164,844 km/h (102,4 mph) en la vuelta 7 |     |                        |                       |         |            |          |
| Fuente:                                                                         |     |                        |                       |         |            |          |
| La carrera finalizó bajo coche de seguridad.                                    |     |                        |                       |         |            |          |

Carrera
| Pos                                                                               | N.º | Piloto                 | Escudería             | Vueltas | Tiempo/RET | Parrilla |
| --------------------------------------------------------------------------------- | --- | ---------------------- | --------------------- | ------- | ---------- | -------- |
| 1                                                                                 | 12  | Daniel Juncadella      | Prema Powerteam       | 15      | 42:17.099  | 6        |
| 2                                                                                 | 7   | Felipe Nasr            | Carlin                | 15      | + 0.359    | 2        |
| 3                                                                                 | 1   | Marco Wittmann         | Signature             | 15      | + 0.662    | 1        |
| 4                                                                                 | 20  | Yuhi Sekiguchi         | Mücke Motorsport      | 15      | + 1.378    | 12       |
| 5                                                                                 | 23  | Hannes van Asseldonk   | Hitech Racing         | 15      | + 2.128    | 10       |
| 6                                                                                 | 17  | William Buller         | Fortec Motorsport     | 15      | + 3.301    | 13       |
| 7                                                                                 | 18  | Lucas Foresti          | Fortec Motorsport     | 15      | + 3.860    | 14       |
| 8                                                                                 | 10  | Jazeman Jaafar         | Carlin                | 15      | + 4.062    | 17       |
| 9                                                                                 | 16  | Richard Bradley        | TOM'S                 | 15      | + 4.595    | 25       |
| 10                                                                                | 29  | Adderly Fong           | Sino Vision Racing    | 15      | + 4.819    | 24       |
| 11                                                                                | 21  | Pietro Fantin          | Hitech Racing         | 15      | + 5.551    | 29       |
| 12                                                                                | 28  | Kimiya Sato            | Motopark              | 15      | + 6.534    | 9        |
| 13                                                                                | 9   | Carlos Huertas         | Carlin                | 15      | + 8.336    | 5        |
| 14                                                                                | 8   | Kevin Magnussen        | Carlin                | 13      | Colisión   | 19       |
| 15                                                                                | 14  | Hideki Yamauchi        | Toda Racing           | 13      | Accidente  | 11       |
| 16                                                                                | 30  | Hywel Lloyd            | Sino Vision Racing    | 13      | Colisión   | 16       |
| 17                                                                                | 5   | Carlos Sainz Jr.       | Signature             | 13      | Colisión   | 20       |
| 18                                                                                | 15  | Alexander Sims         | TOM'S                 | 13      | Colisión   | 30       |
| 19                                                                                | 25  | Marko Asmer            | Double R Racing       | 13      | Motor      | 18       |
| Ret                                                                               | 22  | António Félix da Costa | Hitech Racing         | 12      | Rueda      | 26       |
| Ret                                                                               | 4   | Carlos Muñoz           | Signature             | 9       | Accidente  | 28       |
| Ret                                                                               | 19  | Felix Rosenqvist       | Mücke Motorsport      | 6       | Accidente  | 21       |
| Ret                                                                               | 26  | Valtteri Bottas        | Double R Racing       | 4       | Accidente  | 4        |
| Ret                                                                               | 24  | Mitch Evans            | Double R Racing       | 4       | Frenos     | 22       |
| Ret                                                                               | 11  | Roberto Merhi          | Prema Powerteam       | 1       | Toque      | 3        |
| Ret                                                                               | 3   | Daniel Abt             | Signature             | 0       | Colisión   | 8        |
| Ret                                                                               | 32  | Richie Stanaway        | Van Amersfoort Racing | 0       | Colisión   | 15       |
| Ret                                                                               | 2   | Laurens Vanthoor       | Signature             | 0       | Colisión   | 7        |
| Ret                                                                               | 6   | Hironobu Yasuda        | ThreeBond Racing      | 0       | Motor      | 27       |
| DNS                                                                               | 27  | Jimmy Eriksson         | Motopark              |         | Toque      | 23       |
| Vuelta rápida: Marco Wittmann, 2:12.146, 166,725 km/h (103,6 mph) en la vuelta 13 |     |                        |                       |         |            |          |
| Fuente:                                                                           |     |                        |                       |         |            |          |
| La carrera finalizó bajo coche de seguridad.                                      |     |                        |                       |         |            |          |

## Otros

### WTCC
Pole position
| Piloto      | Escudería | Tiempo   |
| ----------- | --------- | -------- |
| Robert Huff | Chevrolet | 2:30.881 |

| Resultados    | Piloto            | Escudería       | Tiempo    |
| ------------- | ----------------- | --------------- | --------- |
| 1º            | Robert Huff       | Chevrolet       | 35:01.903 |
| 2º            | Yvan Muller       | Chevrolet       | + 1.016   |
| 3º            | Gabriele Tarquini | Lukoil – SUNRED | + 6.666   |
| Vuelta Rápida | Yvan Muller       | Chevrolet       | 2:32.146  |

| Resultados    | Piloto      | Escudería       | Tiempo    |
| ------------- | ----------- | --------------- | --------- |
| 1º            | Robert Huff | Chevrolet       | 33:23.773 |
| 2º            | Tom Coronel | ROAL Motorsport | + 4.680   |
| 3º            | Yvan Muller | Chevrolet       | + 8.695   |
| Vuelta Rápida | Robert Huff | Chevrolet       | 2:32.173  |

### Motociclismo
| Datos         | Piloto         | Escudería             | Tiempo    |
| ------------- | -------------- | --------------------- | --------- |
| Pole position | Michael Rutter | RidersMotorcycles.com | 2:23.729  |
|               |                |                       |           |
| 1º            | Michael Rutter | RidersMotorcycles.com | 24:32.817 |
| 2º            | Martin Jessopp | RidersMotorcycles.com | + 4.772   |
| 3º            | Ian Hutchinson | Swan Yamaha           | + 6.847   |
|               |                |                       |           |
| Vuelta Rápida | Michael Rutter | RidersMotorcycles.com | 2:25.456  |

### Copa Macao GT
| Datos         | Piloto          | Coche                  | Tiempo      |
| ------------- | --------------- | ---------------------- | ----------- |
| Pole position | Edoardo Mortara | Audi R8 LMS GT3        | 2:21.675    |
|               |                 |                        |             |
| 1º            | Edoardo Mortara | Audi R8 LMS GT3        | 1:39:42.795 |
| 2º            | Keita Sawa      | Lamborghini LP-560 GT3 | + 6.470     |
| 3º            | Daniel Watts    | McLaren MP4-12C GT3    | + 15.956    |
|               |                 |                        |             |
| Vuelta Rápida | Edoardo Mortara | Audi R8 LMS GT3        | 2:22.589    |

### CTM Touring Car
| Datos         | Piloto         | Coche             | Tiempo    |
| ------------- | -------------- | ----------------- | --------- |
| Pole position | Leong Ian Veng | Honda Accord CL7  | 2:41.669  |
|               |                |                   |           |
| 1º            | Samson Fung    | Chevrolet Lacetti | 57:32.968 |
| 2º            | Paul Poon      | Chevrolet Lacetti | + 0.257   |
| 3º            | Leong Ian Veng | Honda Accord CL7  | + 1.285   |
|               |                |                   |           |
| Vuelta Rápida | Leong Ian Veng | Honda Accord CL7  | 2:41.456  |

### Road Sport Challenge
| Datos         | Piloto               | Coche                   | Tiempo    |
| ------------- | -------------------- | ----------------------- | --------- |
| Pole position | N Charoensukhawatana | Mitsubishi EVO9         | 2:35.056  |
|               |                      |                         |           |
| 1º            | Phillip Yau          | Nissan GTR35            | 32:08.547 |
| 2º            | Tatsuya Tanigawa     | Mazda LA-SE3P RX-8      | + 3.452   |
| 3º            | Kenneth Look         | Subaru Impreza GD8 Ver8 | + 18.493  |
|               |                      |                         |           |
| Vuelta Rápida | N Charoensukhawatana | Mitsubishi EVO9         | 2:35.386  |

### Carrera Hotel Fortuna Interport (Macao/Hong Kong)
| Datos         | Piloto         | Coche             | Tiempo    |
| ------------- | -------------- | ----------------- | --------- |
| Pole position | Chou Keng Kuan | Honda Integra DC5 | 2:49.590  |
|               |                |                   |           |
| 1º            | Chou Keng Kuan | Honda Integra DC5 | 32:49.945 |
| 2º            | Álvaro Mourato | Honda Integra DC5 | + 0.201   |
| 3º            | Billy Lo       | Honda Integra DC5 | + 7.289   |
|               |                |                   |           |
| Vuelta Rápida | Chou Keng Kuan | Honda Integra DC5 | 2:56.963  |